# Breda di Piave
Breda di Piave är en ort och kommun i provinsen Treviso i regionen Veneto i Italien. Kommunen hade 7 808 invånare (2018).